# Aleksandrs Starkovs
Aleksandrs Starkovs (in russo Александр Петрович Старков?; Madona, 26 luglio 1955) è un ex calciatore e allenatore di calcio lettone.

## Carriera
Nella sua carriera Starkovs ha allenato lo Skonto Riga (dal 1993 al 2004) e la Lettonia (dal 2001 al 2004). Rilevò la panchina della nazionale lettone dopo la disastrosa performance alle qualificazioni per i Mondiali 2002, subentrando a Gary Johnson dopo il pareggio casalingo 1-1 contro San Marino e condusse la squadra al più importante successo di sempre, la qualificazione a Euro 2004 con una vittoria ai play-off sulla terza classificata ai Mondiali 2002, la Turchia. Dopo questo successo come CT, fu ingaggiato dallo Spartak Mosca. Nell'aprile 2006 è stato costretto a dimettersi a causa dell'ostracismo totale da parte dei tifosi. Quasi un anno dopo le dimissioni dalla squadra russa, Starkovs è tornato sulla panchina della Lettonia.
Prima di allenare, Starkovs aveva giocato come attaccante, trascorrendo quasi tutta la sua carriera al Daugava Rīga. Per il Daugava mise a segno 110 gol in 301 partite.

## Golden Player
Nel novembre 2003, nei festeggiamenti per il 50º anniversario della UEFA, fu nominato Golden Player dalla federazione calcistica del suo paese come più forte giocatore lettone degli ultimi 50 anni.

## Palmarès

### Giocatore

#### Competizioni nazionali
- Coppa dell'Unione Sovietica: 1

Dinamo Mosca: 1977
- Supercoppa dell'Unione Sovietica: 1

Dinamo Mosca: 1977
- Vtoraja Liga: 1

Daugava Riga: 1981
- Pervaja Liga: 1

Daugava Riga: 1985

### Allenatore

#### Competizioni nazionali
- Campionato lettone: 12

Skonto Riga: 1993, 1994, 1995, 1996, 1997, 1998, 1999, 2000, 2001, 2002, 2003, 2010
- Coppa di Lettonia: 7

Skonto Riga: 1992, 1995, 1997, 1998, 2000, 2001, 2002

#### Competizioni internazionali
- Coppa della Livonia: 3

Skonto Riga: 2003, 2004, 2005